# Markgraf Georg Friedrich von Brandenburg-Ansbach-Bayreuth
Das Gemälde Markgraf Georg Friedrich von Brandenburg-Ansbach-Bayreuth ist ein Werk von Lucas Cranach dem Jüngeren, das den Markgrafen Georg Friedrich I. von Brandenburg-Ansbach zeigt. Es ist ein um das Jahr 1564 entstandenes Tafelgemälde auf Lindenholz, das sich in der Gemäldesammlung des Jagdschlosses Grunewald in Berlin befindet.

## Beschreibung
Auf dem 99,4 × 73,5 cm großen Gemälde ist Georg Friedrich I. als Halbfigur vor hellem Hintergrund dargestellt, die einen Schlagschatten wirft und so eine räumliche Dimension entstehen lässt. Er hat den Blick auf den Betrachter gerichtet und zeigt sich in zeitgenössischer Kleidung nach der spanischen Mode. Dazu zählen ein schwarzer Mantel mit Stehkragen und ein hoher schwarzer Hut. Als Schmuck trägt er eine lange goldene Gliederkette auf der Brust, die mehrfach um seinen Hals geschlungen ist, und einen Gürtel mit Wehrgehänge.
Bei dem Gemälde deutet sich die Bildkomposition als breite Dreiecksform an, die Lucas Cranach der Jüngere später in der Auseinandersetzung mit Tizian bei Herrscherporträts entwickelte.
Ebenso findet sich die Schlichtheit des Kostüms, die dem Habitus eines protestantischen Fürsten entspricht.

## Entstehungsgeschichte
Auftraggeber des Bildes ist vermutlich der Sohn von Georg Friedrich I., Georg Friedrich II. Es könnte für eine Ahnengalerie auf der Plassenburg bestimmt gewesen sein. Das Gemälde kam 1811 nach Berlin. Heute steht das Bild im Eigentum der Stiftung Preußische Schlösser und Gärten Berlin-Brandenburg.
Bei einer Restaurierung im Jahr 1930 wurden die Jahreszahl 1564 und eine nicht eigenhändige Cranach-Signatur entfernt. Da die Signatur nach einer Übermalung des Hintergrundes übertragen wurde, ist davon auszugehen, dass Urheberschaft und Datierung richtig sind.